# Zangherella algerica
Zangherella algerica är en spindelart som först beskrevs av Simon 1895.  Zangherella algerica ingår i släktet Zangherella och familjen Anapidae. Inga underarter finns listade i Catalogue of Life.